# شو ماتسوموتو
شو ماتسوموتو (باليابانية: 松本 翔) (4 أبريل 1992 في كاواساكي في اليابان – )؛ هو لاعب كرة قدم ياباني سابق كان يلعب كلاعب وسط.

## وصلات خارجية
- شو ماتسوموتو على موقع رابطة كرة القدم اليابانية للمحترفين (اليابانية)
- شو ماتسوموتو على موقع قاعدة بيانات كرة القدم.إي يو (الإنجليزية)
- شو ماتسوموتو على موقع Soccerway.com (الإنجليزية)
- شو ماتسوموتو على موقع عالم كرة القدم.نت (الإنجليزية)
- شو ماتسوموتو على موقع كووورة